# Vandmand (album)
 For alternative betydninger, se Vandmand (flertydig). (Se også artikler, som begynder med Vandmand)
Vandmand er debutalbummet fra den dansk singer-songwriter Simon Kvamm, der udkom den 27. januar 2017 på Genlyd og Sony Music. Albummet er opkaldt efter sangen af samme navn, der ifølge Simon Kvamm handler om, "at man godt kan føle sig som en skrøbelig vandmand, selv om man fremstår som en farlig haj", og at han "ofte [er] blevet set som en arrogant og kølig type" på grund af sit udseende.
Albummet modtog fire ud af seks stjerner i musikmagasinet GAFFA'.

## Spor
Alle sange skrevet og komponeret af Simon Kvamm; undtagen "Sommertid" skrevet af Peter Sommer. 
| #  | Titel                                       | Længde |
| -- | ------------------------------------------- | ------ |
| 1. | "Vandmand"                                  | 2:13   |
| 2. | "Revner"                                    | 4:42   |
| 3. | "Slip" (featuring Thorsted Friskole)        | 3:48   |
| 4. | "I luften"                                  | 4:21   |
| 5. | "Lejlighed"                                 | 4:51   |
| 6. | "Ihjel"                                     | 4:17   |
| 7. | "Møtrik"                                    | 4:47   |
| 8. | "Solo" (featuring Aalborg Symfoniorkester)) | 2:16   |

| 9.  | "Du ska da ha" | 3:54 |
| 10. | "Sommertid"    | 4:07 |

## Hitliste
| Hitliste (2017)        | Højeste placering |
| ---------------------- | ----------------- |
| Danmark (Album Top-40) | 1                 |